# Гостев, Аркадий Александрович
Аркадий Александрович Гостев (род. 11 февраля 1961, Шацкий район, Рязанская область) — советский и российский деятель органов внутренних дел, юрист, российский государственный деятель. Директор Федеральной службы исполнения наказаний Российской Федерации с 25 ноября 2021; генерал внутренней службы (2023).

## Биография
Аркадий Александрович Гостев родился 11 февраля 1961 года в Шацком районе Рязанской области.
На службе в системе МВД с 1981 года.
Со 2 сентября 1981 года — милиционер 162 роты ОБ ППС УВД Советского райисполкома города Москвы.
В 1987 году окончил Московскую высшую школу милиции МВД СССР по специальности «Правоведение».
Прошёл путь от следователя следственного отдела УВД Советского райисполкома города Москвы до заместителя начальника отдела — начальника отдела по расследованию организованной преступной деятельности СО УВД ЮАО города Москвы.
В 2000 году окончил Первый факультет Академии управления МВД России.
С 2001 по 2003 год — заместитель начальника управления — начальник штаба УВД по ЮАО города Москвы.
С 2006 года — исполняющий обязанности начальника Управления обеспечения общественного порядка ГУВД по городу Москве. 23 апреля 2007 года назначен начальником Управления обеспечения общественного порядка Главного управления внутренних дел по городу Москве. С июня 2010 года — заместитель начальника ГУВД по городу Москве — начальник штаба.
После реорганизации московского Главка, 14 апреля 2011 года присвоено специальное звание генерал-майор внутренней службы, назначен на должность заместителя начальника Главного управления Министерства внутренних дел Российской Федерации по городу Москве.
14 июня 2012 года присвоено специальное звание генерал-майор полиции, назначен заместителем Министра внутренних дел Российской Федерации.
21 февраля 2014 года присвоено специальное звание генерал-лейтенант полиции.
20 февраля 2016 года присвоено специальное звание генерал-полковник полиции.
Указом президента России от 25 ноября 2021 года № 675 назначен директором Федеральной службы исполнения наказаний Российской Федерации.
Указом президента России от 20 декабря 2021 года № 716 присвоено специальное звание генерал-полковник внутренней службы.
Указом президента России от 22 ноября 2023 года № 871 присвоено специальное звание
генерал внутренней службы

## Санкции
В ноябре 2022 года, на фоне вторжения России на Украину, внесен в санкционные списки Великобритании за вербовку заключённых в ЧВК Вагнера.
26 января 2023 года попал под санкции США против «лиц способствовавших вербовке российских заключённых в группу Вагнера».
7 декабря 2022 года включён в санкционный список Канады «близких соратников режима» за грубые и систематические нарушения прав человека в отношении российских граждан, «протестующих против незаконного вторжения российского режима в Украину и антидемократической политики».
24 февраля 2023 года включён в санкционный список Австралии и Новой Зеландии. 1 апреля 2023 года добавлен в санкционный список Украины.
20 июля 2023 года, вместе с Алексеем Гиричевым, главой ФСИН по Владимирской области, попал под персональные санкции стран Евросоюза за «серьезные нарушения прав человека в России, включая пытки и унижение человеческого достоинства», в частности за репрессивные меры, применяемые против Алексея Навального, содержавшегося в колонии ИК-6, во Владимирской области.

## Награды
- Орден «За заслуги перед Отечеством» IV степени
- Орден Александра Невского
- Орден Почёта
- Медаль «За отличие в охране общественного порядка»
- Медаль «В память 850-летия Москвы»
- Нагрудный знак МВД России «Почётный сотрудник МВД»
- Медаль «За доблесть в службе», МВД России
- Медаль «За боевое содружество», МВД России
- Медаль «За безупречную службу» I степени
- Медаль «За безупречную службу» II степени
- Медаль «За безупречную службу» III степени
- Медаль «За укрепление международного полицейского сотрудничества»
- Медаль «200 лет МВД России»
- Медаль «За содействие ВВ МВД»
- Медаль «200 лет внутренним войскам МВД России»
- Медаль «За боевое содружество», ФСО России

## Семья и имущество
Женат, имеет двух сыновей и дочь. Брат — Гостев Анатолий Александрович.
Генерал-полковник Аркадий Гостев в 2018 году задекларировал самый большой доход среди сотрудников российской полиции, он заработал 38 миллионов рублей, большая часть из которых была единовременной социальной выплатой на приобретение жилья, это в десять раз больше, чем зарплата генерала за 2017 год.
Доход Гостева за 2020 год составил 4 млн 847 тысяч 358 рублей, его супруги — 7 млн 829 тыс. рублей. В собственности земельный участок площадью 1 000 м², квартира 97,1 м², дом, гараж и автомобиль Toyota Land Cruiser 150 Prado.